# Peek & Cloppenburg
Peek & Cloppenburg este o companie de retail de îmbrăcăminte, unul dintre cele mai importante branduri de fashion din Germania.
La nivel internațional, Peek & Cloppenburg are o rețea de magazine de peste 100 de unități în 16 țări din Europa. Lanțul este operat de două companii separate și independente, Peek & Cloppenburg KG Düsseldorf (cunoscută ca P&C West) și Peek & Cloppenburg KG Hamburg (cunoscută ca P&C North).

## Peek & Cloppenburg în România
Compania este prezentă și în România din aprilie 2008, cu un magazin de tip „department store” pe o suprafață de 4.200 de metri pătrați, distribuită pe două niveluri, în cadrul centrului comercial Băneasa Shopping City.
Cifra de afaceri în 2009: 11,7 milioane euro